# Nothocnide repanda
Nothocnide repanda là loài thực vật có hoa trong họ Tầm ma. Loài này được (Blume) Blume mô tả khoa học đầu tiên năm 1856.